# 1172-es busz
Az 1172-es jelzésű autóbuszvonal távolsági autóbuszjárat Budapest és Kaposvár között, melyet a Volánbusz Zrt. lát el.

## Közlekedése
Budapest, Népliget és Kaposvár, Autóbusz-állomás között közlekedik, Tabon keresztül. 
Naponta egy járatpár szállítja az utasokat.
A járat menetideje Kaposvár felé 4 óra 5 perc, Budapest felé 4 óra 10 perc, útvonalának hossza Kaposvár felé 202,8 km.
A járatra kiegészítő jegy vásárlása kötelező.

## Megállóhelyei
| 0  | Budapest, Népliget autóbusz-pályaudvar végállomás | 31 | 1, 1A 83 254E 901, 914, 914A, 918, 950, 950A 607, 608, 626, 627, 628, 629, 630, 631, 632, 633, 635, 636, 650, 653, 654, 655, 656, 657, 659, 660, 661, 679, 705 1080, 1081, 1085, 1087, 1090, 1092, 1094, 1110, 1111, 1113, 1115, 1120, 1121, 1123, 1125, 1131, 1134, 1136, 1173, 1174, 1175, 1176, 1177, 1183, 1184, 1185, 1188, 1189, 1193, 1194, 1205, 1212, 1215, 1216, 1229, 1251, 1253, 1254, 1257, 1268 |
| 1  | Budapest, Petőfi híd, budai hídfő                 | 30 | 4, 6 153, 154, 212, 212A, 212B 918 1173, 1174, 1175, 1176, 1177, 1183, 1184, 1185, 1188, 1189, 1193, 1194, 1205, 1212, 1215, 1216, 1229, 1251, 1253, 1254, 1257 |
| 2  | Budapest, Újbuda-központ                          | 29 | 4, 6, 17, 41, 47, 48, 56, 61 33, 58, 150, 150B, 153, 154, 212, 212A, 212B 973, 973A 1173, 1174, 1175, 1176, 1177, 1183, 1184, 1185, 1188, 1189, 1193, 1194, 1205, 1212, 1215, 1216, 1229, 1251, 1253, 1254, 1257 |
| 3  | Budapest, Sasadi út                               | 28 | 8E, 40, 40B, 40E, 53, 87, 87A, 88, 88A, 108E, 139, 140, 140A, 150, 150B, 153, 154, 172, 173, 187, 188, 188E, 240, 272 908, 940, 941, 972 731, 760, 764 1187 1173, 1174, 1175, 1176, 1177, 1183, 1184, 1185, 1188, 1189, 1193, 1194, 1205, 1212, 1215, 1216, 1229, 1251, 1253, 1254, 1257 |
| 4  | Székesfehérvár, Zombori út                        | 27 | 17, 20, 22 707, 740, 747, 748, 749, 750, 751, 757, 758, 759 1173, 1174, 1189, 1205, 1215 |
| 5  | Székesfehérvár, Király sor                        | 26 | 14, 14G, 22, 23, 23E, 31E, 40, 41, 42, 43, 44 707, 740, 747, 748, 749, 750, 751, 757, 758, 759 1173, 1174, 1189, 1205, 1215 |
| 6  | Székesfehérvár, autóbusz-állomás                  | 25 | 10, 10G, 11, 11A, 11G, 12, 12A, 12Y, 13G, 14, 14G, 15, 15Y, 26, 26A, 26C, 26G, 36, 37, 38, 40, 41, 42, 43, 44, 912 1173, 1174, 1189, 1205, 1215, 1507, 1510, 1512, 1529, 1563, 1706, 1707, 1735, 1758, 1803, 1808, 1809, 1822, 1823, 1824, 1826, 1841, 1842, 1843, 1845, 1846, 1853 707, 717, 740, 747, 748, 749, 750, 751, 758, 759, 5552, 7315, 8000, 8001, 8010, 8011, 8013, 8030, 8032, 8033, 8034, 8035, 8037, 8039, 8040, 8041, 8046, 8047, 8048, 8049, 8050, 8055, 8060, 8062, 8065, 8066, 8067, 8068, 8069, 8070, 8078, 8082, 8086, 8090, 8092, 8093, 8095, 8096, 8097, 8099, 8624 |
| 7  | Siófok, autóbusz-állomás                          | 24 | 1, 2, 2A, 3, 4, 5, 6, 7, 8, 14, 14A, 18, 24, N2, N5 1174, 1177, 1302, 1402, 1499, 1506, 1512, 1528, 1563, 1564, 1592, 1593, 1708, 1740, 1742, 1804, 1842 5358, 5439, 5458, 5578, 5608, 5626, 5906, 5916, 5917, 6008, 6010, 6011, 6015, 6016, 6018, 6030, 6035, 6038, 6040, 6041, 6042, 6043, 6051, 6053, 6101, 7324, 7325, 8228, 8274, 8325, 8326 S30, személyvonat, sebesvonat, InterRégió, Déli<-parti InterRégió, Déli->parti InterRégió, Esti Csók InterRégió, Vitorlás InterRégió, Panoráma expresszvonat, Jégmadár expresszvonat, Aranypart expresszvonat, Ezüstpart expresszvonat, Aranyhíd expresszvonat, Napfürdő expresszvonat, Balaton InterCity, Tópart InterCity, Agram-Tópart nemzetközi InterCity, Adria nemzetközi InterCity |
| 8  | Siófok (Kiliti), posta                            | 23 | 5439, 5578, 5608, 5917, 6010, 6011, 6015, 6018, 8274 |
| 9  | Ságvár, Ádándi utca                               | 22 | 1740, 1804 5439, 5578, 5608, 5917, 6008, 6010, 6011, 6015, 6018, 6051, 8274 |
| 10 | Som, autóbusz-váróterem                           | 21 | 1740, 1804 5439, 5578, 5608, 5917, 6008, 6010, 6011, 6015, 6018, 6051, 8274 |
| 11 | Bábonymegyer, alsó                                | 20 | 5917, 6008, 6015, 6018, 6051 |
| 12 | Bábonymegyer, felső                               | 19 | 5917, 6008, 6015, 6018, 6051 |
| 13 | Tab, Munkás utca 28.                              | 18 | 5578, 5580, 5917, 6008, 6015, 6016, 6018, 6051, 6056, 6058, 6070, 6071 |
| 14 | Tab, autóbusz állomás                             | 17 | 1176 5578, 5580, 5913, 5914, 5916, 5917, 6008, 6015, 6016, 6018, 6051, 6053, 6056, 6058, 6070, 6071, 6072 személyvonat |
| 15 | Tab, Kossuth Lajos utca                           | 16 | 5913, 5914, 5916, 5917, 6018, 6056, 6058, 6070, 6071, 6072 |
| 16 | Kapolyi elágazás                                  | 15 | 5913, 5914, 5916, 5917, 6018, 6070, 6071, 6072 |
| 17 | Kapoly, Kapolypuszta                              | 14 | 1174, 1593 5916, 5917, 6018, 6070, 6071 |
| 18 | Kapoly, Kapolymadaras                             | 13 | 1174, 1593 5916, 5917, 6070, 6071 |
| 19 | Nágocsi elágazás                                  | 12 | 1174, 1593 5916, 5917, 6070, 6071 |
| 20 | Andocs, templom                                   | 11 | 1174, 1593 5912, 5916, 5917, 6018, 6070, 6071 |
| 21 | Bonnya (Bonnyapuszta), autóbusz-váróterem         | 10 | 1174, 1593 5912, 5913, 5914, 5916, 5917, 6018 |
| 22 | Igal, fürdő                                       | 9  | 1174, 1593 5910, 5912, 5914, 5916, 5917, 5922, 5991 |
| 23 | Igal, takarékszövetkezet                          | 8  | 1174, 1176, 1593 5910, 5912, 5914, 5916, 5917, 5991 |
| 24 | Ráksi, templom                                    | 7  | 1174, 1593 5910, 5912, 5913, 5914, 5916, 5917, 5991 |
| 25 | Magyaratád, Pázmány tér                           | 6  | 1174, 1593 5910, 5912, 5913, 5914, 5916, 5917 |
| 26 | Magyaratád, Rácegres                              | 5  | 1174 5910, 5912, 5913, 5914, 5916, 5917 |
| 27 | Kaposvár (Toponár), orci elágazás                 | 4  | 81, 82, 83, 84 1174, 1176, 1593 5910, 5912, 5913, 5914, 5916, 5917, 5918 |
| 28 | Kaposvár, Kaposvári Egyetem                       | 3  | 23, 81, 82, 83, 84, 89 1174, 1176, 1593 5910, 5912, 5913, 5914, 5916, 5917, 5918 |
| 29 | Kaposvár, ÁNTSZ                                   | 2  | 20, 21, 23, 26, 27, 42, 47 1174, 1593 5906, 5910, 5912, 5913, 5914, 5916, 5918, 5922, 5923, 5924, 5925, 5932, 5934, 5935 |
| 30 | Kaposvár, Füredi utca csomópont                   | 1  | 13, 20, 21, 23, 27, 32, 33, 40, 41, 42, 47, 70, 71, 72, 73, 91 1174, 1175, 1176, 1592, 1593 5606, 5900, 5905, 5906, 5910, 5912, 5913, 5914, 5916, 5917, 5918, 5922, 5923, 5924, 5925, 5928, 5931, 5932, 5934, 5935, 5950, 5960, 5962, 5964, 5966, 5969, 5970, 5972, 5974, 5976, 5980, 5982, 5984, 5985, 5986, 5987, 5988, 5989, 5991, 6011, 6041 |
| 31 | Kaposvár, Autóbusz-Állomás végállomás             | 0  | 12, 13, 20, 21, 23, 26, 27, 31, 32, 33, 40, 41, 42, 43, 44, 45, 46, 47, 51, 61, 62, 70, 71, 72, 73, 74, 75, 81, 82, 83, 84, 85, 86, 87, 88, 89, 90, 91 1174, 1175, 1176, 1503, 1569, 1578, 1579, 1592, 1593, 1641, 1665, 1668, 1673, 1725, 1742 5606, 5690, 5900, 5905, 5906, 5910, 5912, 5913, 5914, 5916, 5917, 5918, 5920, 5922, 5923, 5924, 5925, 5928, 5930, 5931, 5932, 5934, 5935, 5940, 5942, 5947, 5950, 5960, 5962, 5964, 5966, 5969, 5970, 5972, 5974, 5976, 5980, 5982, 5984, 5985, 5986, 5987, 5988, 5989, 5991, 6011, 6041 |